# Steve Hutchinson
Steven J. Hutchinson (1 de noviembre de 1977 en Fort Lauderdale, Florida) es un jugador de fútbol americano que ocupa la posición de Guardia y que milita en las filas de los Tennessee Titans de la National Football League (NFL). Jugó fútbol americano colegial para la Universidad de Míchigan, y fue nombrado All-America. Los Seattle Seahawks lo seleccionaron en la primera ronda del Draft de 2001 de la NFL, y también ha jugado con los Minnesota Vikings. Es 7 veces Pro Bowl.

## Infancia y juventud
Hutchinson nació en Fort Lauderdale, Florida . Asistió a la Escuela Secundaria Coral Springs en Coral Springs (Florida), Florida, y jugó fútbol americano en la secundaria de los Colts de Coral Springs. Se graduó en 1996. En 2007, fue nombrado All-Century FHSAA del equipo que aparece en el Top 33 jugadores de fútbol en el estado de Florida de 100 años de historia del fútbol de la escuela secundaria.

## Carrera universitaria
Mientras asistía a la Universidad de Míchigan, Hutchinson jugó para el entrenador Lloyd Carr de 1996 a 2000. Durante su "camisa roja" en 1996, se trasladó de tackle defensivo a Guardia, y se ganó una posición en el equipo de Michigan 1997 que ganó el campeonato nacional Associated Press. Hutchinson destacó iniciando cuatro años de titular, y no permitió ninguna captura durante sus dos últimas temporadas con los Wolverine. Fue capitán del equipo 2 años, cuatro años seleccionado al Big Ten, liniero ofensivo del año del Big Ten, y 2 selecciones All-America , incluyendo honores unanimidad en el primer equipo All-American en su último año en el 2000.

## Carrera profesional

### Seattle Seahawks
Seleccionado en la primera ronda del Draft de 2001 de la NFL por los Seattle Seahawks, Hutchinson pasó sus primeras 5 temporadas con ese equipo. En marzo de 2006, Hutchinson, fue designado como jugador transición por los Seahawks. El 14 de marzo de 2012, Steve Hutchinson se reunió con los Seattle Seahawks, para acuerdar con su exequipo un nuevo contrato.

### Minnesota Vikings

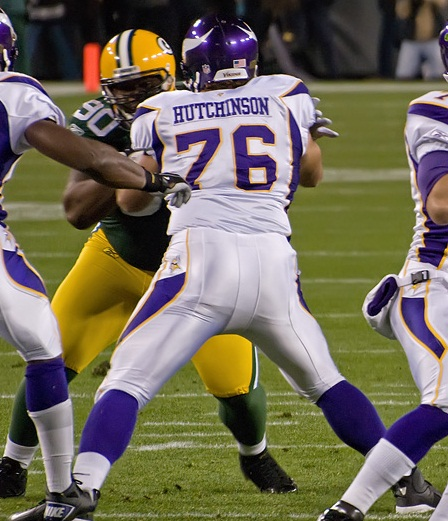
Steve Hutchinson bloqueando a B. J. Raji.

Hutchinson, luego firmó un contrato controvertidos con los Vikings, por $ 49 millones y 7 años, contrato más millonario ofrecido para un Guardia en ese momento. La oferta, sin embargo, contenía una "píldora de veneno" disposición que habría garantizado su salario completo si él no era el liniero mejor pagado en el equipo.
Las reglas de la NFL requieren que cuando un equipo utiliza su etiqueta de transición a un jugador, o bien debe coincidir exactamente con una oferta competidora o renunciar a sus derechos a ese jugador. Mientras que la etiqueta es improbable que se desencadenó durante su tiempo con los Vikings (lo que significa que es poco probable que se le allá pagado los $ 49 millones), los Seahawks habían dado recientemente al tackle Walter Jones un contrato más rico que el que se le ofrece a Hutchinson. Por lo tanto, habrían desencadenado la "píldora de veneno" cláusula de inmediato, y se han visto obligados, por las reglas de la NFL, para garantizar el salario completo de Hutchinson. Dado que al hacerlo se habría destruido su tope salarial, no pudieron igualar la oferta. Por otra parte, ya que sólo utiliza su etiqueta de transición, en lugar de nombrar a Hutchinson jugador franquicia, no recibieron una indemnización de Minnesota por su pérdida. Seattle tomó represalias, sin embargo, mediante la firma del receptor Nate Burleson por los Vikings a un contrato que contenga una estratagema similar. Debido a esta controversia, la NFL prohibió el uso de "píldoras envenenadas". Hutchinson jugó 48 partidos consecutivos, mientras que con los Vikings, no se perdió ningún partido.
El 21 de diciembre de 2010 Hutchinson fue puesto en la lista de lesionados por los Vikings. Hutchinson puso fin a la temporada 2011 de la NFL en la lista de lesionados. Durante los primeros 11 años de su carrera en la NFL, Hutchinson había iniciado de titular en los 157 partidos que ha jugado. Sin embargo, los Vikings anunciaron que habían cortado a Hutchinson el 10 de marzo de 2012.

### Tennessee Titans
El 15 de marzo de 2012, Hutchinson firmó un contrato de 3 años con los Tennessee Titans.

## Vida personal
Hutchinson se casó con su novia de la escuela Landyn. La pareja tiene una hija, Lily, y un hijo, Luke. Mantiene una casa de vacaciones en Key Largo, Florida. Él es un ávido cazador y pescador. Su familia tiene amistad con la leyenda de los Vikings John Randle y siguen siendo buenos amigos.